# Empire des Gaules
260–274
L'empire des Gaules est une partie de l'Empire romain dirigée par une série d'usurpateurs, proclamés par l'armée du Rhin entre 260 et 274, pendant la crise du troisième siècle. Les interprétations de l'empire des Gaules comme une résurgence nationaliste gauloise faisant sécession de l'Empire romain sont réfutées par les historiens. En effet, ces usurpateurs adoptent la même titulature que les empereurs légitimes et gouvernent sur le mode romain. Ils étendent leur domination sur la Gaule, la Bretagne et une partie de l'Espagne, qu'ils défendent contre les incursions barbares. La chronologie de cette période et les règnes de ces empereurs sont difficiles à préciser, vue la faiblesse de la documentation historique : simple mention par les auteurs antiques, à l'exception de l'Histoire Auguste qui fournit leurs biographies avec une fiabilité incertaine. Les études numismatiques de leurs émissions monétaires et les découvertes épigraphiques complètent ces maigres sources. 
Postume est proclamé par ses soldats à Cologne et assure son pouvoir pendant plusieurs années, avant d'être éliminé par une autre sédition militaire. Après une période agitée qui voit les prétendants se succéder, Tetricus se maintient quelques années. Les empereurs légitimes Gallien puis Claude le Gothique tentent quelques expéditions pour reprendre le contrôle des Gaules, mais sont accaparés sur d'autres fronts, ce qui permet le maintien de l'empire des Gaules pendant une quinzaine d'années. En 274, Aurélien obtient la capitulation de Tetricus, dernier empereur des Gaules, et réunifie l'Empire.

## Les sources
La documentation écrite sur les empereurs gaulois se révèle peu consistante et de médiocre qualité : l’Histoire Auguste, le texte le plus long, suit une présentation chaotique car elle s'organise selon les biographies des empereurs et des usurpateurs ; or celles-ci se contredisent sur l'ordre de succession des empereurs des Gaules. De plus, elle est tendancieuse et douteuse sur les détails.
Les abrégés d'histoire d'Aurelius Victor, Eutrope et l'Épitomé de Cæsaribus fournissent peu d'éléments, mais ils donnent une liste presque complète des empereurs et de leurs compétiteurs. Zosime se limite à l'usurpation de Postume et ne revient plus sur le sujet. L'auteur byzantin Zonaras est le seul à donner une motivation de la révolte de Postume contre l'autorité impériale.
Longtemps négligées par les historiens au profit des textes antiques, les études sur les monnaies émises par les empereurs gaulois apportent des éléments qui complètent ou corrigent les indications de l’Histoire Auguste, notamment pour les durées de règne. L'épigraphie apporte une autre contribution pour l'établissement de la chronologie, grâce aux inscriptions datées selon les consulats des empereurs gaulois. Parmi celles-ci, la dédicace de l'autel de la Victoire d'Augsbourg, découverte en 1992, fournit un repère historique fondamental pour le début du règne de Postume.

## Les événements
L'enchaînement des événements déclencheurs de la constitution de l'empire des Gaules, la détermination de la chronologie de ses empereurs, de leurs dates de règne et de leur positionnement par rapport aux empereurs officiels se révèlent complexes étant donné les textes contradictoires et les difficiles interprétations des monnaies disponibles. De nombreuses propositions ont été formulées puis sont sujettes à controverses : parmi celles-ci, en 1693 Lenain de Tillemont avance l'année 260 pour l'avènement et 267 pour la chute de Postume, fondateur de l'empire des Gaules, et fait régner Tetricus de 268 à 273. Pour Theodor Mommsen, Victor Duruy et d'autres historiens du XIXe siècle, Postume règne de 258 à 268, Victorin en 268 et Tetricus de 268 à 273. Pour Andreas Alföldi, Postume de 259 à 269, Victorin de 269 à 270, Tetricus de 270 à 275. 

L'empire des Gaules sous Tétricus en 271 apr. J.-C. (en vert).

### Postume

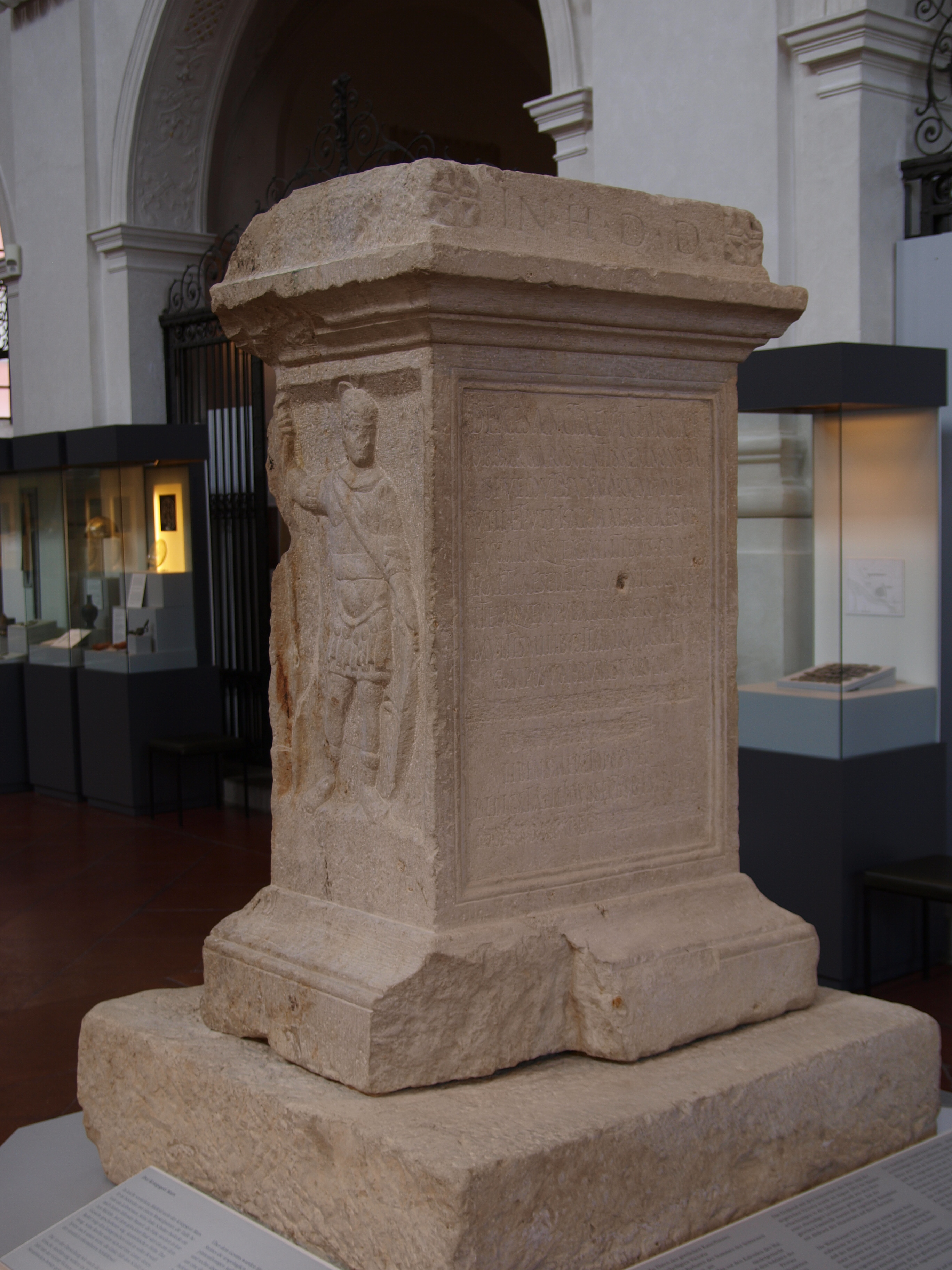
Inscription commémorant la victoire des troupes de la province de Rhétie sur les barbares Juthunges. Trouvée à Augsbourg elle éclaire les débuts du règne de Postume.

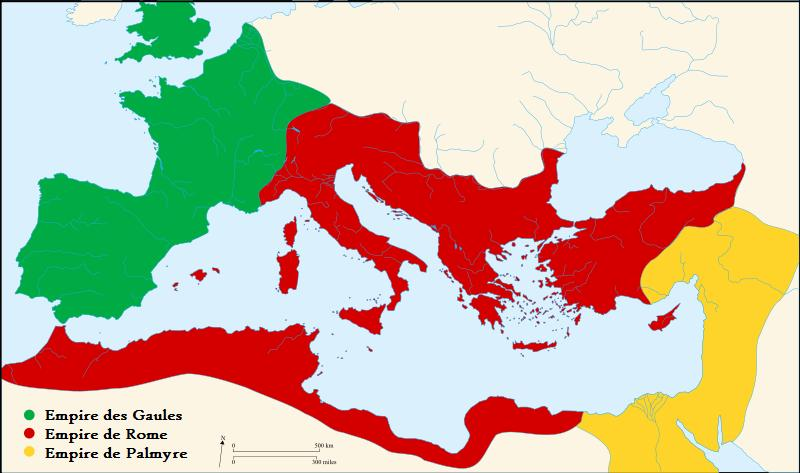
En vert, l'empire des Gaules à son apogée.

Eutrope accorde 10 ans de règne pour Postume tandis que l’Histoire Auguste affirme qu'il régna 7 ans. Un aureus confirme que Postume entama une dixième année de règne : un revers de monnaie de Postume indique clairement qu’il a régné jusqu’à sa dixième puissance tribunitienne et son 5e consulat (TR. P. X COS V P.P.) et eut les vœux de la Victoire pour doubler la durée de son règne (VOT XX).
Cette usurpation commence lorsque Postumus en 260, commandant  des légions du Rhin, est proclamé Auguste par ses troupes. Les six usurpateurs qui se succèdent voient leur territoire évoluer (Gaule, Bretagne, Espagne). Ce pouvoir dissident frappe sa propre monnaie et reprend les structures impériales traditionnelles. Il faut voir dans cet épisode la volonté des chefs militaires rhénans de suppléer à la défaillance momentanée de Rome et de s'inscrire dans la continuité politique de l'Empire. Il ne faut donc y lire ni  expression d'un sentiment régionaliste ni désir d'indépendance.  
Postume est en Gaule un des principaux lieutenants de l’empereur Gallien. Gallien doit se rendre en Pannonie (au nord-ouest des Balkans) combattre l’usurpateur Decimus Lælius Ingenuus, il confie son fils Salonin et la défense des frontières rhénanes au tribun Sylvanus et non à Postume.
Postume intercepte et bat un groupe de Germains qui reviennent d'un raid de pillage en Gaule, puis distribue le butin ainsi récupéré à ses soldats. Sylvanus lui intime l'ordre de remettre ce butin à l'autorité impériale et provoque la révolte des troupes de Postume, qui finissent par prendre Cologne et assassiner Sylvanus et le jeune César Salonin. Postume est proclamé « empereur des Gaules » dans l'été 260, date longtemps restée incertaine. L'étude de la numismatique et des synchronismes entre les monnaies des empereurs des Gaules et celles des empereurs romains légitimes ont permis de placer la prise de pouvoir de Postume en 260. Cette date fut confirmée par la publication d'une inscription latine découverte à Augsbourg par laquelle le gouverneur de Rhétie, Marcus Simplicinius Genialis, célébrait une victoire sur les Semnons Juthunges. L'inscription permet d'observer le ralliement de ce gouverneur à Postume et montre que Postume inaugura son règne en revêtant le consulat,. La victoire fut tellement décisive qu'il n'y aura plus d'invasion jusqu'à la mort de Postume. En témoignant aussi des ravages de Juthunges sur les provinces et le nord de l'Italie, l'inscription éclaire aussi le contexte très difficile dans lequel prit place la proclamation de Postume : le pouvoir central était affaibli par la capture de Valérien par les Sassanides et les provinces occidentales victimes d'invasions. En prenant Cologne, Postume mettait la main sur un atelier monétaire et d'importantes réserves de métaux précieux, il prenait la tête d'un ensemble cohérent de provinces bien armées et prêtes, sous la menace des invasions, à accepter ce pouvoir impérial plus proche qui pouvait sembler plus protecteur.
Ayant repoussé l’invasion germanique, Postume associe l’Espagne, la Bretagne et les Germanie inférieure et supérieure à sa domination. Il tente de négocier un accord avec Gallien.
Occupé dans un premier temps par Regalianus qui a pris le pouvoir à Carnutium, Gallien ne peut réagir qu’en 264. Il envoie une expédition sous les ordres de Manius Acillius Auréolus, mais l'expédition est un échec et un de ses officiers, Marcus Piavonius Victorinus (Victorin), fait défection et se rallie à Postume. Ce dernier élève Victorin à la dignité d’empereur associé. Cette élévation n’est pas du goût des seconds de Postume, et Caius Ulpius Cornelius Lælianus (Lélien) se rebelle contre l'empereur des Gaules. Ses troupes le proclament Auguste. Postume chasse Lélien de Mayence. Mais, ayant refusé le pillage de la ville, il est massacré par ses propres troupes en juin 269.

### Intermède (267-268 ou 271)
La mort de Postume devait logiquement profiter à Victorin. Mais sur la frontière rhénane, Lélien se maintient pendant six mois avant d’être assassiné par ses propres troupes en janvier 268. Elles se donnent alors un nouveau chef, Marc-Aurèle Marius. Celui-ci meurt assassiné à son tour par son état-major après quelques mois de règne. L’Histoire Auguste complique la chronologie en affirmant que Marius est proclamé après l'assassinat de Victorin, et invente une Victoria, mère de Victorin, qui aurait ensuite soutenu l'usurpation de Marius.
Victorin prend le pouvoir à son tour, mais il sera égorgé (en 268 ou 271) à Cologne, à la suite d'une affaire privée selon l’Histoire Auguste et Aurelius Victor : Victorin aurait été tué par un de ses officiers vengeant le viol de sa femme.
Entretemps, en mars 268, Gallien est renversé par un coup d’État à Milan. Il est mis à mort et remplacé par l’empereur Claude II le Gothique. Lassées de l'anarchie régnant en Gaule, certaines régions font défection et se rallient à Claude II : l'Espagne, la Narbonnaise, et même certaines civitas comme celle des Éduens. Ces derniers cependant ne peuvent être aidés par les troupes de Claude II qui sont venues stationner dans la région de Grenoble sous la direction de Iulius Placidianus. Après un long siège, la capitale des Éduens, Autun, est prise et pillée par l'armée de l'Empire gaulois.
C'est aussi vers 271 qu'eut lieu probablement la très brève et très mal connue usurpation de Domitianus.

### Tetricus
Caius Pius Esuvius Tetricus, ou Tetricus, est un sénateur gallo-romain, gouverneur d'Aquitaine. À la mort de Victorin, il est proclamé empereur par l'armée du Rhin. On sait très peu de choses sur le détail de son règne d'environ deux ans, son monnayage indique qu'il nomme son fils Tetricus prince de la jeunesse, puis l'associe à son pouvoir avec le titre de César.
Lorsqu'Aurélien entame la reconquête des Gaules, Tetricus capitule sans résistance, après, selon les historiens antiques, avoir mené des négociations secrètes et après un simulacre de bataille à Chalons. Après l'avoir fait marcher comme vaincu lors de son triomphe à Rome, Aurélien le traite bien, le réintègre dans le Sénat romain et lui confie un gouvernement en Italie. Tetricus est un des rares hommes ayant exercé le pouvoir au IIIe siècle sans périr de façon violente.

## Interprétation historique
À la fin du XIXe siècle, l'historien Camille Jullian réfute point par point l'idée de voir en l'empire des Gaules une résurgence celtique. 
Selon Bouvier-Ajam, cet « empire des Gaules » est une réaction nationaliste gauloise, « une volonté de libérer la Gaule de l'oppression romaine et d'assurer les droits propres d'une nation gauloise ... une pré-France gauloise », thèse que Yann Le Bohec rejette totalement : « le mouvement séparatiste a donné matière à quelques délires. Postumus n'a jamais pensé à restaurer une Gaule indépendante, et l'image de Vercingétorix n'a jamais effleuré son esprit ». Postume et ses successeurs sont authentiquement romains, ou plutôt gallo-romains (Tetricus est même sénateur), et agissent comme l'empereur légitime qui règne à Rome : ils nomment des consuls, ils frappent des monnaies romaines sur lesquelles ils prennent les mêmes titres que l'empereur à Rome (Pontifex maximus, pater patriæ) et décomptent leurs années de puissance tribunicienne,.
Dans la crise du IIIe siècle, la création improvisée de cet empire des Gaules est initialement due à l'impossibilité pour Gallien de mater l'usurpation de Postume, qui lui-même ne put venir l'affronter en Italie, chacun étant engagé dans la lutte contre les raids barbares. L'empire des Gaules persista ensuite grâce à une tolérance mutuelle plus ou moins convenue tacitement et imposée par la pression des barbares, à l'avantage de l'Empire romain : chacun, empereur en Gaule ou empereur en Italie, défendait un secteur de l'Empire contre les invasions, et s'abstenait de mener une offensive contre l'autre (ou ne pouvait le faire). Avec en Orient l'autonomie des princes de Palmyre, une décentralisation d'un Empire trop vaste s'imposait pour faire face à la crise et aux invasions barbares. C'est d'ailleurs l'idée qui présidera plus tard à la fondation de la Tétrarchie : volonté d'efficacité par la proximité coordonnée, contre risque de partition...
Mais en attendant, une fois la situation militaire rétablie sur le Rhin et le Danube, l'empire des Gaules n'opposa avec Tétricus qu'une résistance minime, voire symbolique, contre Aurélien, et la réunification de l'Empire romain s'opéra sans difficulté.

## Émissions monétaires gauloises
L’étude des monnaies des « empereurs gaulois » apporte des corrections notables aux indications des sources littéraires. Elle donne aussi des précisions sur l’évolution financière du secteur gaulois.
La Gaule comme le reste de l’Empire subissait la crise financière, causée par l’augmentation des dépenses militaires, la limitation des recettes fiscales et le manque de numéraire. Dès Caracalla, au tout début du IIIe siècle, puis à partir de Gordien III, les empereurs avaient réagi en frappant massivement une monnaie d’argent dévaluée, le double denier ou antoninien. L’augmentation temporaire de liquidités ainsi obtenue était rapidement annulée par l’inflation engendrée en réaction à la circulation d'une monnaie de moindre qualité.

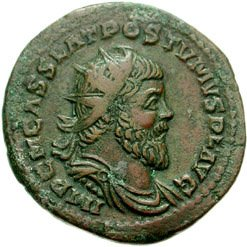
Double sesterce émis par Postume – Classical Numismatic Group, Inc.

Selon l’habitude impériale, Postume marqua son avènement par des gratifications à ses soldats (donativum). La Gaule connaissait la crise financière comme le reste de l’Empire, mais Postume put profiter de l’important stock de monnaies de l’armée du Rhin et des mines d’argent d’Espagne pour ouvrir des ateliers monétaires à Trèves et à Cologne, refondre les monnaies antérieures et produire en abondance des monnaies à son effigie et de meilleure qualité que celles émises par Gallien en Italie. Il tente aussi d’accroître ses moyens de paiement en créant un double sesterce, légèrement plus lourd que le sesterce classique (22 grammes contre 20 grammes) et reconnaissable par la couronne portée par Postume (couronne laurée sur le sesterce, couronne radiée sur le double sesterce). L’émission de ce double sesterce cesse dès 262, ce qui est un constat d’échec.
La spirale inflationniste pousse à l’accroissement massif du volume des émissions monétaires et contraint à partir de 265 à diminuer le poids des monnaies et la qualité des alliages. La production de monnaies imitées aggrave le phénomène : des ateliers secondaires produisent de telles quantités de faux antoniniens et de fausses monnaies en bronze que les spécialistes débattent sur la nature de ces ateliers. Selon Georges Depeyrot, la production est trop abondante pour que tous soient des faussaires clandestins, les empereurs ont dû tolérer des ateliers plus ou moins licites suppléant aux besoins monétaires locaux.
Les troubles qui suivent la chute de Postume et celle de Gallien produisent en Gaule et dans le reste de l’Occident le même effondrement monétaire : sous Tétricus et sous Claude II, les volumes d’émissions officielles et de copies explosent et l’antoninien ne contient pratiquement plus d’argent. En 274, Aurélien ferma l’atelier monétaire de Trèves et le transféra à Lugdunum, mais la pénurie de numéraire en Gaule fit durer la production des imitations jusqu’à la fin du IIIe siècle.
Les thèmes des revers monétaires produisent des séries originales : ceux de Postume marquent une dévotion à Hercule en déclinant ses travaux, tandis que Victorin liste ses légions.

## Chronologie des empereurs des Gaules
La chronologie des empereurs gaulois a fait, au cours des XIXe et XXe siècles, l'objet de nombreuses théories, tant pour la date de sécession des Gaules (258, 259 ou 260) que pour l'ordre des successions et les dates de règne.
Les empereurs des Gaules sont connus par les monnaies qu'ils émirent. La chronologie proposée en 1964 par Lafaurie à partir de ses analyses numismatiques est la suivante :
- Postumus (été 260-269)
  - Lélien (268), usurpateur
  - Marius (268)
- Victorinus (269-271)
  - Domitianus (271), usurpateur
- Tetricus Ier (271-273)
  - Tetricus II (271-273)

Celle de Drinkwater en 2011 diffère légèrement :
- Postumus (été 260-269)
  - Lélien (vers juin/juillet 268)
  - Marius (vers septembre/décembre 269)
- Victorinus (269-271)
  - Domitianus (271)
- Tetricus Ier (271-printemps 274)

## Liste des consuls de l'empire des Gaules
| An    | Consuls (éponymes ou ordinaires sur la première ligne, suffects sur la deuxième) | Consuls (éponymes ou ordinaires sur la première ligne, suffects sur la deuxième) |
| 260   | Imp. Postumus Augustus                                                           | Honoratianus                                                                     |
| 261   | Imp. Postumus Augustus II                                                        | A(...)                                                                           |
| 262   | Imp. Postumus Augustus III                                                       | A(...)                                                                           |
| 263   | (Censor) ?                                                                       | (Lepidus) ?                                                                      |
| 264   | Censor II                                                                        | Lepidus II                                                                       |
| 265   | Dialis                                                                           | Bassus                                                                           |
| 266   | Apr(...)                                                                         | Ruf(...)                                                                         |
| 267   | Imp. Postumus Augustus IIII                                                      | Marcus Piavonius Victorinus                                                      |
| 268   | R(...)                                                                           | A(...)                                                                           |
| 269   | Imp. Postumus Augustus V                                                         | Marcus Piavonius Victorinus II                                                   |
| Suff. | Imp. Laelianus Augustus (juin - juil.)                                           |                                                                                  |
| 270   | A(...)                                                                           | E(...)                                                                           |
| 271   | Imp. Tetricus Augustus                                                           | A(...)                                                                           |
| 272   | Imp. Tetricus Augustus II                                                        | A(...)                                                                           |
| 273   | R(...)                                                                           | A(...)                                                                           |
| 274   | Imp. Tetricus Augustus III                                                       | Tetricus Caesar                                                                  |
|       |                                                                                  |                                                                                  |